# منجم سراورتان
```
منجم سراورتان
 هو 
منجم
 كبير يقع في مدينة 
القصور
 جنوب 
ولاية الكاف
، 
تونس
. يعد سراورتان واحدًا من أكبر احتياطيات 
الفوسفات
 في 
تونس
 والذي يحتوي على احتياطيات تقدر بـ 10 مليارات طن من 
الخام
 صنف 17٪ 
P
2
O
5
، وفق ما جاء في وثيقة 
للمجمّع الكيميائي التونسي
 قُدّمت سنة 
2009
 
للوكالة الدوليّة للطاقة الذريّة
.
[
1
]
```